# 曾敏傑
曾敏傑（1975年—2010年10月27日），香港义工，於北京創立「家．盒子」文化有限公司 ，2010年10月27日前往青海玉树为当地学生运送过冬棉衣、教具等物资途中不幸因车祸罹难，終年35歲。
曾敏杰的精神獲公眾高度評價。國家副主席習近平、國務委員劉延東和全國政協副主席廖暉均作出哀悼及慰問。香港特區政府向他追頒嘉許狀。